# Gabriele Dasse
Gabriele Dasse (* 26. Juni 1960 in Hamburg) ist eine deutsche Politikerin der Grün-Alternativen Liste (GAL).

## Leben und Politik
Dasse schloss ihre Schulzeit mit dem Abitur ab und absolvierte im Anschluss ein Studium an der Fachhochschule Hamburg im Fachbereich Vermessungswesen. Sie schloss dieses 1985 mit einem Diplom ab.
Bis 1986 arbeitete sie in einem Vermessungsbüro und absolvierte im Anschluss eine Beamtenausbildung im Vermessungsamt der Baubehörde. Seit 1990 ist sie zudem Frauenbeauftragte ihrer Behörde.
Sie trat 1983 der GAL als Mitglied bei. In der 15. Wahlperiode von 1993 bis 1997 war sie Abgeordnete in der Hamburgischen Bürgerschaft und für ihre Fraktion saß sie im Schulausschuss.
Auch nach ihrem Ausscheiden aus der Bürgerschaft ist sie weiterhin aktives Parteimitglied. Sie engagiert sich vor allem in der „Landesarbeitsgemeinschaft Frauenpolitik“ der GAL-Hamburg.
Dasse ist auch in beruflichen Fragen im DVW – Gesellschaft für Geodäsie, Geoinformation und Landmanagement e.V. aktiv.